# Rużbowo
Rużbowo (ros. Ружбово) – wieś w Rosji, w rejonie czerepowieckim obwodu wołogodzkiego. W 2010 r. liczyła 6 mieszkańców.